# Torneo WTA de Katowice 2016
El Katowice Open 2016 fue un torneo de tenis femenino jugado en canchas duras bajo techo. Fue la cuarta edición del Katowice Open, en la categoría Internacional de la WTA Tour 2016. Se llevó a cabo en el estadio Spodek de Katowice, Polonia, del 4 al 10 de abril de 2016.

## Cabezas de serie

### Individual
| Tenista             | Ranking | Preclasificada |
| Agnieszka Radwańska | 2       | 1              |
| Anna Schmiedlová    | 30      | 2              |
| Monica Niculescu    | 33      | 3              |
| Jeļena Ostapenko    | 39      | 4              |
| Alizé Cornet        | 42      | 5              |
| Camila Giorgi       | 43      | 6              |
| Lesia Tsurenko      | 45      | 7              |
| Tímea Babos         | 49      | 8              |

- Ranking del 21 de marzo de 2016

### Dobles
| Tenista                                    | Ranking | Preclasificada |
| María Irigoyen Paula Kania                 | 116     | 1              |
| Oksana Kalashnikova Demi Schuurs           | 134     | 2              |
| Vera Dushevina María José Martínez Sánchez | 135     | 3              |
| Jocelyn Rae Anna Smith                     | 146     | 4              |

## Campeonas

### Individuales femeninos
Dominika Cibulková venció a  Camila Giorgi por 6-4, 6-0

### Dobles femenino
Eri Hozumi /  Miyu Kato vencieron a  Valentyna Ivakhnenko /  Marina Melnikova por 3-6, 7-5, [10-8]